# Советская Гавань (малый противолодочный корабль)
«Советская Гавань» (МПК-125) — малый противолодочный корабль проекта 1124М разработки главного конструктора Ю. А. Никольского (шифр «Альбатрос», кодовое обозначение НАТО — Grisha III class corvette).
МПК предназначен для поиска, обнаружения и уничтожения подводных лодок противника в прибрежных районах. Обеспечение развёртывания ПЛАРБ, охрана военно-морских баз и соединений ударных кораблей и конвоев судов. Мореходность — 4 балла, применение оружия возможно до 3 баллов.
По состоянию на сентябрь 2020 года МПК «Советская Гавань» находится в боевом составе Тихоокеанского флота, входит в состав 117-го дивизиона кораблей охраны водного района 114-й бригады кораблей охраны водного района Камчатской флотилии разнородных сил с базированием на Петропавловск-Камчатский. Бортовой номер 350.

## История строительства
Корабль заложен 20 августа 1987 года на Киевском судостроительном заводе «Ленинская кузница» под заводским № 010, тактический номер при закладке МПК-214. Зачислен в списки 20 февраля 1989 года, 2 февраля 1990 года получил наименование «Ленинская кузница». Спущен на воду 30 марта 1990 года, вступил в строй 29 декабря 1990 года.

## Вооружение
- 76-мм артиллерийская установка АК-176
- 30-мм артиллерийская установка АК-630М
- Пусковая установка зенитно-ракетного комплекса «Оса-МА»
- реактивная бомбометная установка РБУ-6000 «Смерч-2»
- Многоствольный реактивный гранатомет МРГ-1 «Огонёк»[2][неавторитетный источник]
- 2 спаренных 533 мм торпедных аппарата
- Ручной противодиверсионный реактивный гранатомет ДП-61 «Дуэль»[2]
- 12 глубинных бомб или 18 мин

### Радиотехническое вооружение
- Комплекс РЭБ ПК-16 (2 ПУ КЛ-101) — выстрелы АЗ-ТСП-60УМ
- РЛС обнаружения воздушных целей МР-755Б «Фрегат-МА»
- РЛС РТР «Бизань-4Б»
- НРЛС МР-212 «Вайгач»
- Аппаратура госопознавания «Пароль»
- Радиопеленгатор АРП-50Р
- ГАС МГ-335 «Платина»
- ОГАС МГ-339Т «Шелонь»
- ГАС звукоподводной связи МГ-35 «Штиль»
- классификатор гидроакустических сигналов КМГ-12 «Кассандра»
- ГАС приема сигналов гидроакустических буев МГС-407К

## История службы
30 июня 1991 года начал переход из Севастополя в Корсаков в связи с переводом на Тихоокеанский флот. Был буксирован МБ «Ягуар».
15
1994 года МПК «Ленинская кузница» переименован в «МПК-125»командиром был Лазарев 
. 23 декабря 2005 года «МПК-125» присвоено новое имя «Советская Гавань». 31 июля 2006 года глава Администрации муниципального образования Советская Гавань Хабаровского края подписал Постановление № 78 «О шефских связях жителей и администрации города Советская Гавань с экипажем малого противолодочного корабля „Советская Гавань“ Тихоокеанского флота».
В ноябре 2006 года ОБК в составе БПК «Адмирал Пантелеев», МПК «Советская Гавань», Б-345 и среднего буксира СБ-522 с неофициальным визитом посетили японский город Майдзуру. После чего в заливе Вакаса прошли совместные учения под командованием командующего 3-й флотилией эскадренных миноносцев контр-адмирала Юкитаки Миядзаки, с японской стороны участвовали эсминцы «Харуна» и «Симакадзе», тральщик «Тобисима». Учения осложнялись набравшим силу тайфуном «Бебинка».
30 июня 2012 года Президент Татарстана Рустам Минниханов посетил корабли Тихоокеанского флота МПК «Советская Гавань» и ДЭПЛ Б-260 «Чита» бухте Малый Улисс.
До 2012 года МПК «Советская Гавань» находился в боевом составе 38-го дивизиона кораблей охраны водного района Совгаванского военно-морского района ТОФ ВМФ РФ с базированием на Заветы Ильича. После расформирования 38-го ДК перечислен в состав 117-го дивизиона кораблей охраны водного района 114-й бригады кораблей охраны водного района ТОФ ВМФ РФ с базированием на Петропавловск-Камчатский, но до конца лета 2013 года оставался во Владивостоке на базе 11-го дивизиона кораблей охраны водного района в бухте Малый Улисс.
7 марта 2013 года — выход в море для отработки элементов курсовой задачи № 2. По легенде учений, моряки должны были отразить воздушную атаку и уничтожить подводную лодку противника. Также прошли тактические занятия по защите корабля на незащищенном рейде с применением штатного вооружения корабля.
9 августа 2013 года МПК «Советская Гавань», вместе с БПК «Адмирал Виноградов», БПК «Маршал Шапошников», БДК «Николай Вилков», БДК «Ослябя», ЭМ «Быстрый», ССВ-208 «Курилы», МПК «Усть-Илимск», МПК «Приморский комсомолец», КИЛ-927, КИЛ-498, Госпитальное судно «Иртыш», принял участие в крупномасштабных учениях воинских объединений Приморья и Камчатки. Наряду с силами Тихоокеанского флота, в учениях приняли участие представители МВД России, МЧС России, Министерства транспорта РФ, ФСБ РФ. Всего было задействовано более 30 кораблей и катеров, 10 судов обеспечения, 20 самолётов и вертолётов, до 3 тысяч военнослужащих и гражданских специалистов.
В 2016 году МПК «Советская Гавань» прошёл ремонт на ЦС «Дальзавод», во время которого отремонтировали корабельный гидроакустический комплекс МГК-335МС и опускаемую станцию МГ-339Т «Шелонь-Т».
В апреле 2017 года принял участие в отработке задачи по отражению удара условного противника с воздуха. А в сентябре принял участие во втором этапе международного российско-китайского военно-морского учения «Морское взаимодействие — 2017».
В марте 2020 года малые противолодочные корабли «Советская Гавань» и «Кореец» провели учение в заливе Петра Великого по обнаружению и уничтожению подводной лодки условного противника. Также в учении был задействован дальний противолодочный самолет Ту-142 морской авиации ТОФ.

## Командиры корабля
- 1990—1991 капитан 3-го ранга Вохмянин Андрей Павлович
- 1991—1993 капитан 3-го ранга Васильев
- 1993—1995 капитан-лейтенант Лазарев Андрей Николаевич
- 1995—1996 капитан 3-го ранга Михаил Евгеньевич Лопардин
- 1996—2000 капитан 3 ранга Миклухо Дмитрий Алексеевич
- 2000—2006 капитан 3 ранга Сорока Александр Петрович
- 05.2006—02.2008 капитан-лейтенант Алексей Денисов
- 2009— 10.2013 капитан 3-го ранга Павел Сергеевич Волков
- 2017-2022 капитан 3-го ранга Канунников Павел Геннадьевич снят с должности
- 2022-н.в капитан 3-го ранга Удовиченко Игорь Викторович

## Бортовые номера
- с 1990 года — 088
- с 1.05.1990 года — 383
- с 1994 года — 350